# Hincksella indiana
Hincksella indiana is een hydroïdpoliep uit de familie Syntheciidae. De poliep komt uit het geslacht Hincksella. Hincksella indiana werd in 1967 voor het eerst wetenschappelijk beschreven door Millard. 